# Moondawn
Moondawn (engl. für „Monddämmerung“) ist ein instrumentales Album des deutschen Musikers Klaus Schulze, welches im Jahr 1976 zusammen mit dem Schlagzeuger Harald Großkopf aufgenommen wurde. Es wurde von Schulze produziert und insgesamt viermal offiziell veröffentlicht – 1976, 1995, 2005 und 2017.
Um Störgeräusche sowie ein sekundenlanges Knacken im Mastertape von Moondawn zu überdecken, spielte Schulze für den CD-Re-Release 1991 zusätzlich eine Mellotron-Spur ein. Diese wurde jedoch bei Veröffentlichungen und Produktionen ab 1995 wieder entfernt.
Es war die erste Zusammenarbeit mit dem Schlagzeuger Harald Grosskopf, im Gegensatz zu seinen vorherigen Alben rückten die Synthesizer mehr in den Hintergrund und das Schlagzeug gewann an Bedeutung, was für ihn bereits sehr unüblich war. Auch fand für das Album eine Art Rollentausch statt – Schulze bildete mit Orgel, Streicherklavier und Synthesizer die (rhythmische) Basis für die Stücke, während Großkopf mit dem Schlagzeug Dynamik und Abwechslung in das Stück brachte.
Im Dezember 2017 wurde es zusammen mit einigen anderen Schulze-Alben nochmals remastered und auf CD und Schallplatte veröffentlicht. Es ist die erste Neupressung auf Platte seit 1989 – diese Version erschien auch nur in Südkorea. Die letzte Selbige in Europa war 1980 in Frankreich erhältlich.

## Titelliste
- Geschrieben von Klaus Schulze; arrangiert von Klaus Schulze und Harald Grosskopf

1. Floating – 27:15
2. Mindphaser – 25:34
3. Floating Sequence – 21:11
4. Supplement – 25:22

Floating Sequence wurde bei der CD-Neuveröffentlichung 2005 als Bonustitel beigefügt. Schon vorher wurde auf der Original Master-CD von Manikin Records aus dem Jahr 1995 ein Bonustitel beigefügt – Supplement. Handelt es sich bei Ersterem um eine Alternativversion von Floating, so ist Letzterer eine Selbige von Mindphaser. Für die Neuveröffentlichung 2017 wurden diese wieder entfernt und nur die ursprünglichen Titel Floating und Mindphaser verwendet.
| Professionelle Bewertung | Professionelle Bewertung |
| ------------------------ | ------------------------ |
| Quelle                   | Bewertung                |
| Allmusic                 | [ 1 ]                    |

## Besetzung
- Klaus Schulze – Moog-Synthesizer, ARP 2600, ARP Odyssey, EMS Synthi-A, Farfisa Syntorchestra, Crumar-Orgel, Synthanorma-Sequencer, Mellotron (nur '91er-Version)
- Harald Grosskopf – Schlagzeug